# Peter von Agris
Peter von Agris (* 22. April 1900 in Oberforstbach; † 18. März 1953 in Düren) war ein deutscher Unternehmer und Kommunalpolitiker (CDU).

## Leben
Nach dem Schulbesuch absolvierte Agris eine Maurerlehre und legte nach dem Besuch der Staatsbauschule die Meisterprüfung ab. Im Anschluss betätigte er sich von 1924 bis 1953 als selbständiger Architekt und Bauunternehmer. Er war verheiratet und hatte ein Kind.
Agris war vom 9. November 1952 bis zu seinem Tod am 18. März 1953 Mitglied des Kreistages des ehemaligen Landkreises Aachen. Vom 27. November 1952 bis zum 18. März 1953 war er dessen ehrenamtlicher Landrat.